# Матійців Прокіп
Прокіп Матійців (* 20 травня 1900, с. Белеїв, Долинський район, Івано-Франківська область — † 12 січня 1986, м. Чикаго, США) — член Летючої Бригади УВО, повітовий провідник ОУН Долинщини (1930).

## Життєпис
Народився 20 травня 1900 у селі Белеїв Долинського району Івано-Франківської області.
Навчався у вчительській семінарії в Долині, а потім у Станиславові.
Служив в УСС у 1917 році, а згодом в УГА. Згодом служив у 42-му піхотному полку польської армії до квітня 1926 року. Працював у кооперативі в рідному селі.
Був членом Летючої Бригади УВО. Заарештований 1 січня 1927 року і засуджений до 2-х років ув'язнення. Згодом працював директором окружного союзу кооперативів у Калуші.
У 1930 році обіймав пост повітового провідника ОУН Долинщини. Знову заарештований 23 серпня 1930 року в Белеєві та засуджений на процесі «12-х поштовців» до 2 років.
Взяв участь разом із Богданом Бандерою, Ярославом Мельником і Тарасом Банахом у проголошенні Акту відновлення Української Держави у Калуші 2 липня 1941 року. Його обрали секретарем повітового старости.
Політв'язень німецьких тюрем і таборів.
З 1949 року проживає у США. Голова осередку Організації Оборони Чотирьох Свобід України (ООЧСУ) в Чикаго.
Помер 12 січня 1986.